# T1衛星客運廊

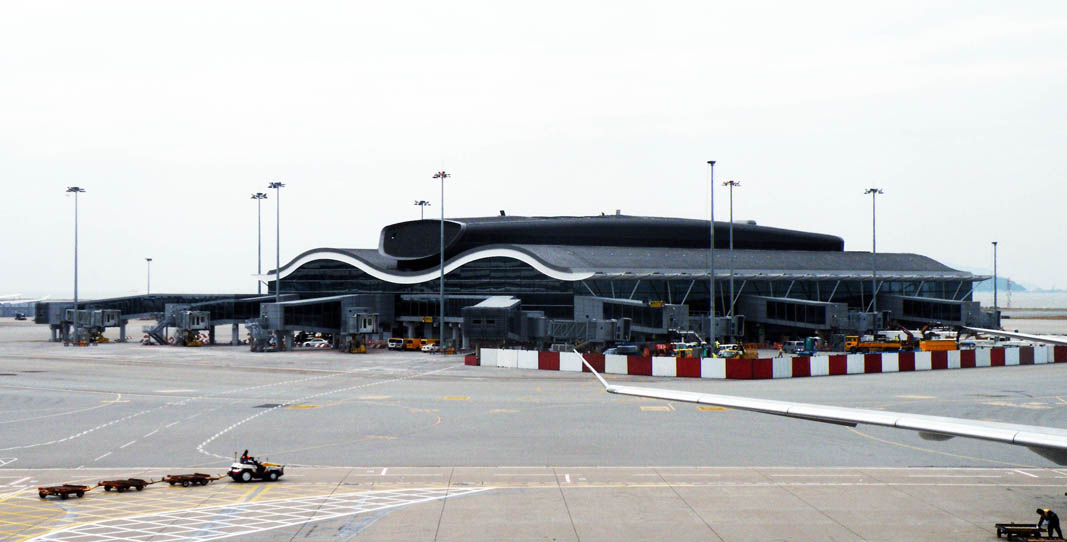
2009年啟用時T1衛星客運廊外觀

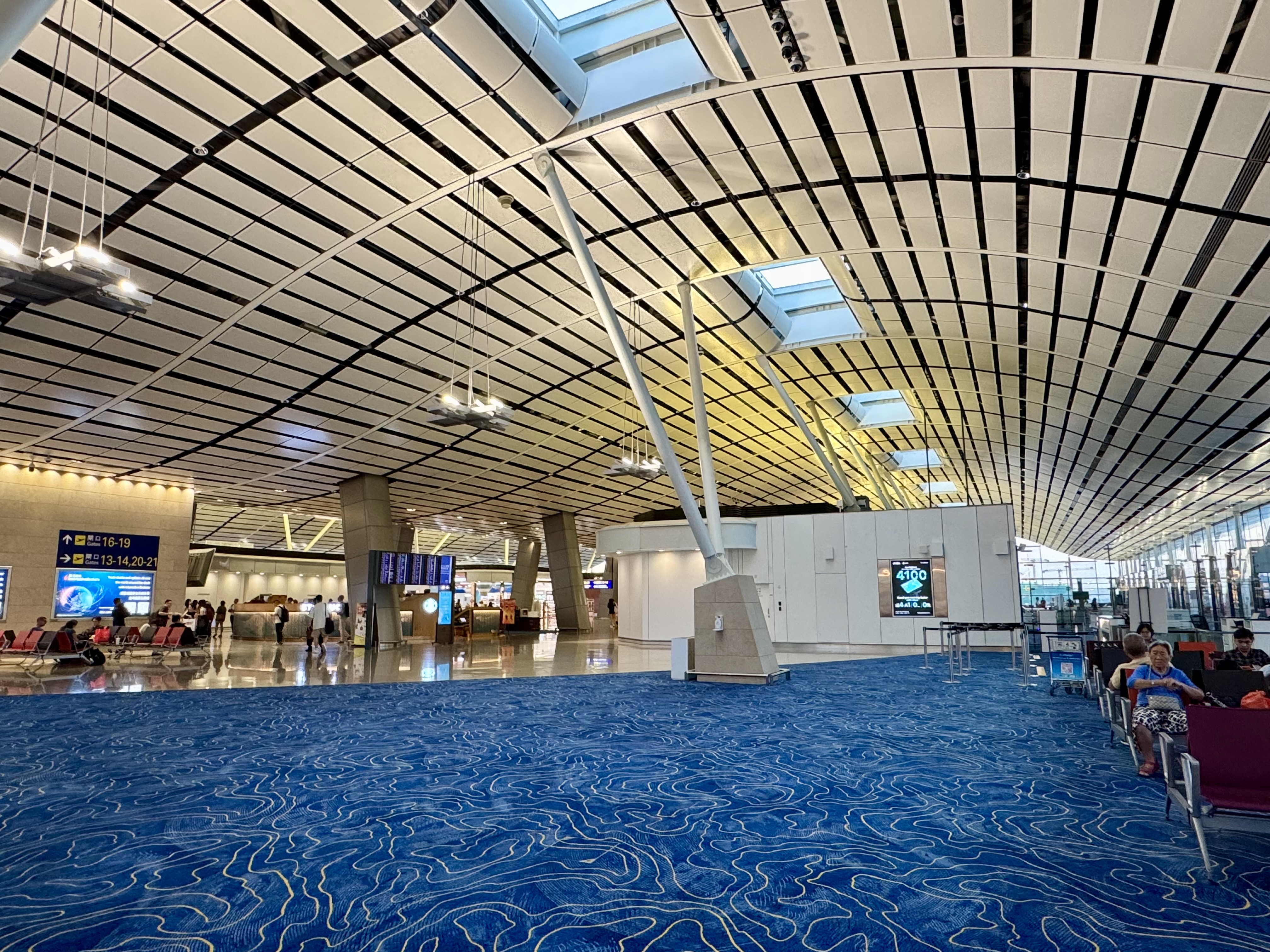
T1衛星客運廊內部

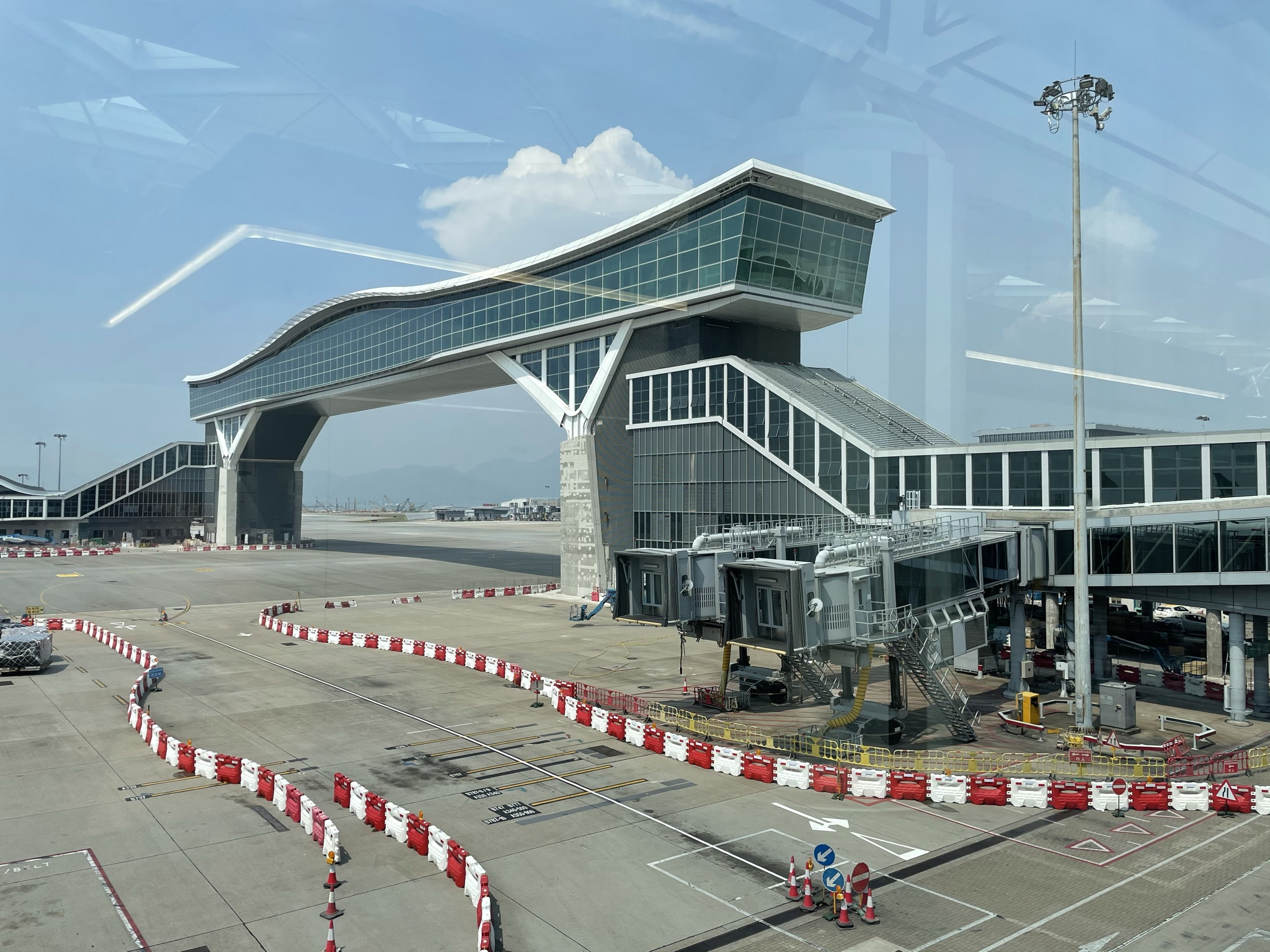
2022年「天際走廊」正式啟用，連接一號客運大樓與T1衛星客運廊

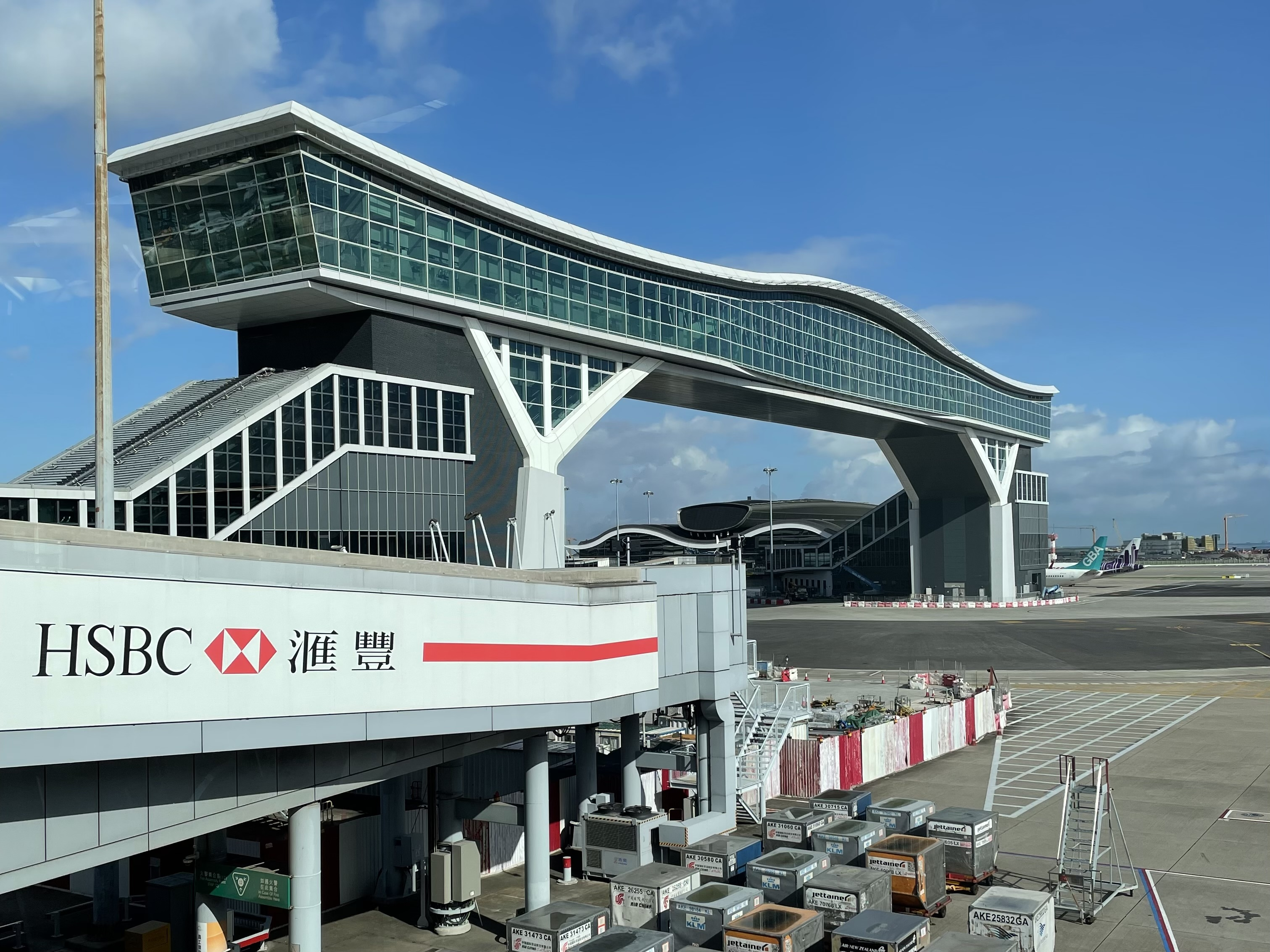
2022年啟用的「天際走廊」另一側，建築擁有廣闊的視野，可俯瞰飛機與跑道

T1衛星客運廊（英語：T1 Satellite Concourse）是香港國際機場的客運大樓之一，曾稱為北衛星客運廊（英語：North Satellite Concourse），坐落於一號客運大樓以北，樓高兩層，面積達20,000平方米，設有9個供窄體飛機停放的廊前停機位（閘口13至21）及1個遙距停機位登車處（閘口22），天際走廊工程開始前曾有10個停機位（此為閘口507），候機區設有10間商舖及2間食肆。衛星客運廊在2009年12月17日開始投入服務，預計每年可接待逾500萬人次的旅客。由於北衛星客運廊在天際走廊建成後連接一號客運大樓，成為客運大樓的一部分，因此位於北衛星客運廊的閘口及停機位號碼於2021年3月25日重新編配，以配合一號客運大樓的號碼排序，北衛星客運廊亦易名為「T1衛星客運廊」。510號閘口改為13號閘口，509號閘口改為14號閘口，如此類推，原有接駁巴士地點則未有消息，有關閘口更改計劃與2020年的計劃不同。

## 歷史
隨著機場的中轉旅客增加，較小型的窄體飛機的起降量也相應上升。雖然這類飛機能使用大型泊機位，但這樣會浪費資源。有見及此，機管局在2006年投放10億興建北衛星客運廊以配合市場要求。新客運廊於2009年12月17日試業。北衛星客運廊由於須依靠機場巴士接駁，使用上較為不便，所以初期使用的航空公司以飛行短途線的廉價航空及小型航空公司為主。及至2015年，國泰港龍航空已遷入使用北衛星客運廊之登機閘口，以及後來2019年隨著收購改由香港快運航空使用。
2020年2月11日起，因應新冠肺炎疫情導致香港往返各地的航班大幅減少，北衛星客運廊暫停使用，所有航班轉往一號客運大樓的停機位上落。
2021年3月25日起，北衛星客運廊登機閘口改為13-21號。
2021年11月18日起，衞生署於香港國際機場T1衛星客運廊內設置二號臨時樣本採集中心。
2022年11月1日，連接T1衛星客運廊與一號客運大樓的天際走廊正式啟用。

## 交通
由於北衛星客運廊是一座四周有飛機滑行道圍繞的獨立建築物，也不是香港國際機場旅客捷運系統的服務範圍，所以須要依靠禁區內的機場巴士往來。離境的旅客在一號或者二號客運大樓辦理登機及出境手續及接受保安檢查後，在一號客運大樓指定地點乘坐接駁巴士到達北衛星客運廊。接駁巴士每4分鐘一班，旅客可以隨時乘坐接駁巴士來往北衛星客運廊及一號客運大樓。
機管局在一號客運大樓與北衛星客運廊之間興建一條名為「天際走廊」的全天候行人走廊來實現步行接駁。外型形似牌樓、全長200米的「天際走廊」由中國建築工程(香港)有限公司承建，連接一號客運大樓與北衛星客運廊，落成後將成為全球最長機場禁區行人天橋。天橋高度超過28米，足以全球最大型客機空中巴士A380通過。天橋啟用後，旅客毋需乘坐穿梭巴士，往來兩座大樓的時間將大大減少。
「天際走廊」亦是一個景點，兩端採用透明玻璃地板能讓旅客一覽停機坪的景色。

## 設施
禁區：
- 4/F - 抵港層、天際走廊（來回一號客運大樓中央客運廊入境區）、轉機登記處
- 5/F - 離境層、天際走廊（來回一號客運大樓中央客運廊離境區）、登機閘口13-21、登機閘口旁設有封閉式通道供抵港旅客前往第四層（抵港層）